# VoiceXML
VoiceXML (Voice eXtensible Markup Language, VXML) — один из открытых стандартов W3C на основе XML-языка, протокол, диалоговый язык разметки. VoiceXML 3.0 станет следующей основной версией VoiceXML с новыми основными функциями. Он включает новый язык описания диаграмм состояний XML, называемый SCXML.

## История
Май 2000 года — опубликование в международном консорциуме World Wide Web (W3 Consortium) первой версии. Предназначение — для разработки интерактивных голосовых приложений (Interactive Voice Response, IVR) управления медиаресурсами. Цель создания стандарта — привнесение всех преимуществ web-программирования в разработку IVR-приложений.
Многомодальные приложения, сочетающие распознавание речи с другими формами ввода информации (с клавиатуры, пера, набора цифровых кнопок) попали в поле зрения ряда крупных компаний (Microsoft и др.), которые решили поддержать проект SALT Forum (Speech Application Language Tags — теги языка речевых приложений). Поэтому теперь вокруг SALT и VoiceXML консорциума W3С формируются два разных лагеря. До сих пор компании не могут прийти к единому мнению о выборе главного стандарта и сейчас оба направления развиваются в равной степени.
При разработке пакетов (Software Development Kit, SDK) для создания речевых приложений компании поддерживают тот или иной стандарт. Например, пакет Speech SDK (от Philips) поддерживает спецификацию Voice XML и выполнен для связи с C/C++ API.
Спецификации, предложенные W3C:
- Voice Extensible Markup Language (VoiceXML) Version 2.0 — 16 марта 2004. Является частью W3C Speech Interface Framework, разработан в рамках W3C Voice Browser Activity участниками Voice Browser Working Group (недоступная ссылка).[3]
- Voice Extensible Markup Language (VoiceXML) 2.1 — 19 июня 2007[4]
- Voice Extensible Markup Language (VoiceXML) 3.0 (W3C Working Draft) — 4 марта 2010 [5]. Позволяет осуществлять голосовую идентификацию[6]

## Использование
Десятки тысяч приложений уже созданы
- Opera (с версии 7.6)
- Moodle — планируется использовать во второй версии.

VoiceXML имеет теги, которые являются командами для голосового браузера (voice browser), который: синтезирует, распознает речь, предоставляет диалоговое управление.

### Пример кода
Пример VoiceXML документа:
```
<vxml
 
version=
"2.0"
 
xmlns=
"http://www.w3.org/2001/vxml"
>

  
<form>

    
<block>

      
<prompt>

        
Привет,
 
мир!

      
</prompt>

    
</block>

  
</form>

</vxml>

```

VoiceXML интерпретатор преобразует текстовую фразу «Привет, мир!» в синтезированную речь